# Kommittén för en arbetarinternational
Kommittén för en arbetarinternational (CWI - Committee for a Workers' International) är en internationell organisation bestående av olika trotskistiska partier och organisationer. Organisationen finns representerad i 17 länder.
CWI grundades 1974 av anhängare till militant-tendensen, som på 1970-talet var en vänsteropposition inom brittiska Labour och försökte föra partiets politik mer åt vänster. En liknande utveckling var det i Sverige, där dåvarande Arbetareförbundet Offensiv, var en del av vänsteroppositionen inom SSU och senare Socialdemokraterna.
Strategin att försöka dra arbetarpartiernas politik åt vänster var en strategi som kallas entrism. CWI såg den som en framkomlig väg fram till 1990-talet, men då de socialdemokratiska partierna förlorat hela sin tidigare stora medlemsbas och, enligt CWI, förborgerligats under 1990-talet har de övergett den strategin. Denna förändring av strategin gav upphov till en splittring inom CWI där en minoritet ledd av en av organisationens grundare, Ted Grant, uteslöts 1992 och bildade Internationella marxistiska tendensen (numera Revolutionära Kommunistiska Internationalen). 
Efter splittringen har CWI:s sektioner ställt upp i val som självständiga organisationer. I Sverige blev dåvarande Offensiv invalda i Umeå kommunfullmäktige 1991. På Irland blev Joe Higgins invald i Dáil Éireann 1997.

## Sektioner
Lista över sektioner:
| Sektion           | Namn                                                                              | Svenska översättningen                     |
| ----------------- | --------------------------------------------------------------------------------- | ------------------------------------------ |
| Algeriet          | El Yassar El Thawri اليسار الثوري Thamuɣli thazelmaḍt                             | Den revolutionära vänstern                 |
| Chile             | Socialismo Revolucionario                                                         | Revolutionär socialism                     |
| England och Wales | Socialist Party                                                                   | Socialistiska partiet                      |
| Finland           | CWI Finland                                                                       | CWI Finland                                |
| Frankrike         | Gauche révolutionnaire                                                            | Revolutionära vänstern                     |
| Indien            | New Socialist Alternative                                                         | Nytt socialistiskt alternativ              |
| Irland            | Militant Left                                                                     | Stridbar vänster                           |
| Japan             | 国際連帯 Kokusai Rentai                                                           | Internationell solidaritet                 |
| Malaysia          | Socialist Alternatif                                                              | Socialistiskt alternativ                   |
| Nigeria           | Democratic Socialist Movement                                                     | Demokratiska socialistiska rörelsen        |
| Ryssland          | CWI:s sympatisörer i Ryssland                                                     |                                            |
| Skottland         | Socialist Party Scotland                                                          | Socialistiska partiet Skottland            |
| Sri Lanka         | එක්සත් සමාජවාදි පකෂය / ஐக்கிய சோசலிச கட்சி Eksath Samajavadi Pakshaya / Aikkiy Cōcalic Kaṭci | Förenade socialistiska partiet             |
| Sydafrika         | Marxist Workers Party                                                             | Marxistiska arbetarpartiet                 |
| Tyskland          | Sozialistische Organisation - Solidarität (Sol)                                   | Socialistiska organisationen - Solidaritet |
| USA               | Independent Socialist Group                                                       | Oberoende socialistiska gruppen            |
| Österrike         | Sozialistische Offensive                                                          | Socialistisk offensiv                      |